# New-York-Airways-Flug 972 (1979)
Der New-York-Airways-Flug 972 (1979) (Flugnummer: NY972, Funkrufzeichen NEW YORK 972) war ein regionaler Inlandslinienflug der New York Airways vom Newark International Airport in New Jersey zum LaGuardia Airport in New York City. Am 18. April 1979 verunglückte auf diesem Flug ein Hubschrauber des Typs Sikorsky S-61L-II, als kurz nach dem Start ein Heckrotorblatt und wenig später der gesamte Heckrotor abriss. Durch den Unfall wurden drei Menschen getötet.

## Fluggerät
Der verunglückte Helikopter war ein 1968 gebauter Sikorsky S-61L-II mit der Werknummer 61426. Er wurde von der Pan American World Airways für die New York Airways beschafft und erhielt das Luftfahrzeugkennzeichen N618PA. Der Hubschrauber war mit zwei Wellenturbinen des Typs General Electric CT58-140-2 ausgestattet. Bis zum Zeitpunkt des Unfalls hatte der Hubschrauber 12.376 Betriebsstunden abgeleistet.

## Insassen
Den Regionalflug vom Newark International Airport zum John F. Kennedy International Airport hatten 15 Fluggäste angetreten. Es befand sich eine dreiköpfige Besatzung an Bord des Hubschraubers, bestehend aus einem Flugkapitän, einem Ersten Offizier und einer Flugbegleiterin:
- Der 49-jährige Flugkapitän Lee G. Richmond war am 24. Februar 1964 durch die New York Airways eingestellt worden. Er qualifizierte sich am 22. März 1964 für den Sikorsky S-61 und wurde am 30. November 1970 zum Flugkapitän an Bord dieses Hubschraubertyps befördert. Daneben verfügte er auch über eine Musterberechtigung für den Boeing-Vertol 107. Richmond verfügte über mehr als 12.000 Stunden Flugerfahrung, wovon er 9.300 Stunden in Hubschraubern und 2.500 Stunden im Sikorsky S-61 absolviert hatte.
- Der 54-jährige Erste Offizier Lesley G. Carter war am 6. Oktober 1952 durch New York Airways eingestellt worden. Er war zum Fliegen des Sikorsky S-61 in der Rolle des Flugkapitäns qualifiziert und besaß darüber hinaus über Musterberechtigungen für die Hubschraubertypen Sikorsky S-55, Sikorsky S-58, Boeing-Vertol 44 und Boeing-Vertol 107. Er verfügte über 14.500 Stunden Flugerfahrung, wovon er 5.000 Stunden im Cockpit des Sikorsky S-61 absolviert hatte.
- Die Flugbegleiterin Lammie Chevalier gehörte seit 1973 New York Airways an.

Sowohl der Flugkapitän Lee G. Richmond als auch die Flugbegleiterin Lammie Cheavlier hatten einen Flugunfall am 16. Mai 1977 überlebt, der sich auf dem Heliport des Pan Am Building in New York City mit einem Hubschrauber des gleichen Typs und unter Verwendung derselben Flugnummer ereignet hatte.

## Unfallhergang
Kurz nach dem Start vom Flughafen Newark, als sich der Hubschrauber in einer Höhe von 1.200 Fuß (etwa 365 Meter) befand, verlor er ein Blatt des Heckrotors. Die Piloten leiteten aufgrund der Unwucht einen Notsinkflug ein und entschieden, nach Newark zurückzukehren. Beim Erreichen einer Flughöhe von 150 Fuß (etwa 45 Meter) löste sich der Heckrotor infolge der durch die Unwucht verursachten Vibrationen vollständig vom Rumpf. Der Hubschrauber kippte daraufhin über die Nase ab und ging in einen steilen Sturzflug über. Er stürzte auf die Start- und Landebahn 22 des Flughafens Newark. Beim Aufprall kamen drei Passagiere ums Leben, zehn weitere Fluggäste und drei Besatzungsmitglieder wurden schwer verletzt. Ein 90 cm langes Teil des Hauptrotors wurde außerhalb des Flughafens, an der Kreuzung Aruba Street/North Fleet Street von Elizabeth, New Jersey, gefunden.

## Ursache
Das National Transportation Safety Board übernahm nach dem Unfall die Ermittlungen zur Unfallursache. Der Abschlussbericht wurde am 27. September 1979 veröffentlicht. Die Ermittler kamen darin zum Schluss, dass das fragliche Propellerblatt des Heckrotors nach dem Start wegen Materialermüdung versagt hatte.
Die Ermittler bemängelten zudem, dass die Schwere der Verletzungen der Passagiere vom Versagen der durch die Federal Aviation Administration zertifizierten Sitzkonstruktionen beim Aufprall beeinflusst wurde, zumal diese nur dafür konstruiert waren, geringen Belastungen standzuhalten, und daher nachgaben. Ebenfalls wurde bemängelt, dass seitens der Besatzung nicht darauf geachtet wurde, dass die Passagiere vor dem Aufprall sichere Positionen einnehmen, um Verletzungen zu minimieren.